# France Info
France Info è una radio e canale televisivo francese all-news fondata nel 1987 da Roland Faure e Jérôme Bellay. Fa parte del gruppo di Radio France, l'ente pubblico francese di diffusione radiofonica.

La radio trasmette 24 ore al giorno notiziari, le sue trasmissioni sono anche disponibili in streaming.
Il canale televisivo trasmette programmi di notizie divisi tra i suoi di giorno e quelli di France 24 di notte.

## Descrizione
Nata il 1º giugno del 1987, dal punto di vista storico è la prima radio francese di news.

La sede centrale è a Parigi, ma la radio dispone anche di sedi distaccate a Lione, Marsiglia e Tolosa e si appoggia a France Bleu per le informazioni locali riguardanti le altre regioni francesi.

A maggio 2014 Laurent Guimier è stato nominato direttore della radio da Mathieu Gallet, presidente di Radio France.
Dal 29 agosto 2016 rinnova logo e jingle in occasione della nascita dell'omonimo canale all-news, realizzato in collaborazione con France Télévisions, France 24 (France Médias Monde), INA e Radio France, avvenuta il 1º settembre successivo.